# Cynoglossus heterolepis
 Cynoglossus heterolepis és un peix teleosti de la família dels cinoglòssids i de l'ordre dels pleuronectiformes que es troba a les costes del sud de Nova Guinea fins al nord d'Austràlia.